# Samuel Swinton
Samuel Swinton fue un comerciante, militar, editor y diplomático de origen escocés.

## Biografía
Swinton fue teniente de la Marina Real Británica, de origen escocés, mercader de vino radicado en Londres, y uno de los propietarios del Morning Post y de la gaceta franco-inglesa llamada Courier de l'Europe. Participó de varias misiones diplomáticas durante el conflicto anglo-americano.
En 1779, Lord North, Primer ministro británico, le encargó la misión de sondear las inclinaciones (aliada o enemiga) de Francia de cara al inicio de las negociaciones de paz con los Estados Unidos de América. Rápidamente es depuesto de su misión por lo que Swinton ofreció sus servicios al ministro de relaciones exteriores de Francia. 
La historiadora Hélène Maspero Clerc halló pruebas de que Swinton había sido en verdad un agente secreto británico, operando en Francia tal como lo revela su correspondencia con Philip Stephens, Secretario del Almirantazgo británico. En sus cartas, Swinton se jacta de conocer personalmente al ministro Vergennes y de poder sobornar a Longpré, inspector de policía de la ciudad de Paris, apoyos que le han permitido encarcelar a uno de sus deudores en la prisión de Petit Châtelet.
En 1780, Swinton aparece registrado como ciudadano de Maastricht donde desarrolla la actividad de editor, junto con el caballero Launay de Bernezay, publicando la Gazette Anglo-Françoise & Américaine (probablemente un nuevo nombre para el Courier de l'Europe). En 1785, vende finalmente el privilegio (la licencia real) del Courier de l'Europe al financista Radix de Sainte–Foy.
Murió en el año 1797.